# Siège de Dresde
Guerre de Sept Ans
Batailles
- Minorque (navale) (1756)
- Pirna (1756)
- Lobositz (1756)
- Reichenberg (1757)
- Prague (1757)
- Kolin (1757)
- Hastenbeck (1757)
- Gross-Jägersdorf (1757)
- Moys (1757)
- Rochefort (1757)
- Rossbach (1757)
- Breslau (1757)
- Leuthen (1757)
- Carthagène (navale) (1758)
- Olomouc (1758)
- Saint-Malo (1758)
- Rheinberg (1758)
- Krefeld (1758)
- Domstadl (1758)
- Cherbourg (1758)
- Zorndorf (1758)
- Saint-Cast (1758)
- Tornow (1758)
- Lutzelberg (1758)
- Hochkirch (1758)
- Bergen (1759)
- Kay (1759)
- Minden (1759)
- Kunersdorf (1759)
- Neuwarp (navale) (1759)
- Hoyerswerda (1759)
- Baie de Quiberon (navale) (1759)
- Maxen (1759)
- Meissen (1759)
- Glatz (1760)
- Landshut (1760)
- Corbach (1760)
- Emsdorf (1760)
- Dresde (1760)
- Warburg (1760)
- Liegnitz (1760)
- Rhadern (1760)
- Berlin (1760)
- Kloster Kampen (1760)
- Torgau (1760)
- Belle-Île (1761)
- Langensalza (1761)
- Cassel (1761)
- Grünberg (1761)
- Villinghausen (1761)
- Ölper (1761)
- Kolberg (1761)
- Wilhelmsthal (1762)
- Burkersdorf (1762)
- Lutterberg (1762)
- Reichenbach (1762)
- Almeida (1762)
- Valencia de Alcántara (1762)
- Nauheim (1762)
- Vila Velha de Ródão (1762)
- Cassel (1762)
- Freiberg (1762)

- Jumonville Glen (1754)
- Fort Necessity (1754)
- Fort Beauséjour (1755)
- 8 juin 1755
- Monongahela (1755)
- Petitcoudiac (1755)
- Lac George (1755)
- Fort Bull (1756)
- Fort Oswego (1756)
- Kittanning (1756)
- En raquettes (1757)
- Pointe du Jour du Sabbat (1757)
- Fort William Henry (1757)
- German Flatts (1757)
- Lac Saint-Sacrement (1758)
- Louisbourg (1758)
- Le Cran (1758)
- Fort Carillon (1758)
- Fort Frontenac (1758)
- Fort Duquesne (1758)
- Fort Ligonier (1758)
- Québec (1759)
- Fort Niagara (1759)
- Beauport (1759)
- Plaines d'Abraham (1759)
- Sainte-Foy (1760)
- Neuville (1760)
- Ristigouche (navale) (1760)
- Mille-Îles (1760)
- Signal Hill (1762)

- Cap-Français (1757)
- Martinique (1759)
- Guadeloupe (1759)
- Dominique (1761)
- Martinique (1762)
- Cuba (1762)

- Chandernagor (1757)
- Plassey (1757)
- Gondelour (1758)
- Négapatam (navale) (1758)
- Condore (1758)
- Madras (1758)
- Pondichéry (navale) (1759)
- Masulipatam (1759)
- Chinsurah (1758)
- Wandiwash (1760)
- Pondichéry (1760-1761)
- Manille (1762)

- Saint-Louis (1758)
- Gorée (1758)
- Gambie

Le siège de Dresde a lieu en juillet 1760 pendant la guerre de Sept Ans lorsqu'une armée prussienne menée par Frédéric le Grand assiège, sans succès, la ville de Dresde, alors capitale de l'Électorat de Saxe.

## Contexte
Frédéric II de Prusse avait déjà occupé Dresde en 1756 pendant l'Invasion de la Saxe, qui marque le début de la guerre de Sept Ans en Europe continentale. En 1759, la ville est reprise par une coalition dirigée par l'Autriche. L'année suivante, l'armée prussienne subit une nouvelle série de revers, en dernier lieu à la bataille de Landshut le 23 juin. Frédéric II cherche à reprendre l'avantage. Par une série de manœuvres, il fait croire au général en chef autrichien, le feld-maréchal von Daun, qu'il va marcher sur la Silésie, l'obligeant à regrouper ses forces et à différer le siège de Glatz. Puis il se tourne vers Dresde, espérant provoquer une bataille contre les forces du comte von Lacy qui est chargé de couvrir la Saxe. Mais Lacy a l'ordre de ne pas risquer une bataille et reste en observation. Frédéric II tente alors de reprendre Dresde par un coup de main rapide, espérant rétablir sa domination sur la Saxe où il nourrit des ambitions territoriales expansionnistes.

## Le siège
L'armée prussienne atteint les faubourgs de Dresde le 13 juillet, suivi de près par le corps d'armée autrichien du comte von Lacy. Les forces prussiennes traversent l'Elbe et prennent les faubourgs de la ville, amenant avec eux des pièces d'artillerie lourde à l'intérieur de la ville Les troupes prussiennes sont accusées d'avoir délibérément bombardé des civils et des quartiers d'habitation de la ville.
Décidant de ressortir de la ville et d'aller se confronter à l'armée du comte von Daun, Frédéric abandonne l'idée de reprendre la ville et bat en retraite. Les dégâts importants causés à la ville sans distinction dégraderont la réputation — déjà mauvaise — de Frédéric II en Europe. En particulier, la destruction des jardins de l'Électeur de Saxe à Pirna pendant le siège de la ville, lui vaudra de nombreuses critiques.

## Conséquences
Dresde est le troisième siège que Frédéric II est contraint d'abandonner après ceux de Prague (en) (1757) et d'Olomouc (1758), défaite d'autant plus sensible que les Prussiens apprennent en même temps la reddition de Glatz et que l'armée russe du maréchal Piotr Saltykov, concentrée à Poznań en Pologne, se prépare à marcher sur Glogau. Mais les Autrichiens, changeant leurs plans, demandent à Saltykov de marcher sur Breslau. La mauvaise coordination entre Russes et Autrichiens permet à Frédéric II de marcher sur la Silésie et de remporter sur les Autrichiens la bataille de Legnica le 15 août 1760.

### Sources et bibliographie
- (en) Jonathan R. Dull, The French Navy and the Seven Years' War, University of Nebraska, 2005
- (en) John Childs, Armies and Warfare in Europe, 1648-1789, Manchester University Press, 1982
- (en) Franz A.J. Szabo, The Seven Years War in Europe, 1756-1763, Pearson, 2008
- (en) Friedrich August von Retzow, Nouveaux mémoires historiques sur la Guerre de Sept Ans. Tome 2., Berlin, De Gruyter, 1803 (réimpr. 2022), 283 p. (ISBN 978-3-112-66576-3 et 3-112-66576-7, OCLC 1350571015).